# Österreich-Ungarns Südtiroloffensive 1916
1915

1. Isonzo – 2. Isonzo – Erste Dolomitenoffensive – Zweite Dolomitenoffensive – 3. Isonzo – 4. Isonzo – Lavarone (1915–1916)
1916

5. Isonzo – Südtiroloffensive – 6. Isonzo (Doberdo) – 7. Isonzo – 8. Isonzo – 9. Isonzo – 
Lawinenkatastrophe
1917

10. Isonzo – Ortigara – 11. Isonzo – 12. Isonzo – Pozzuolo – Monte Grappa
1918

Piave – San Matteo – Vittorio Veneto
|  | Dieser Artikel oder Abschnitt wurde wegen inhaltlicher Mängel auf der Qualitätssicherungsseite der Redaktion Geschichte eingetragen (dort auch Hinweise zur Abarbeitung dieses Wartungsbausteins). Dies geschieht, um die Qualität der Artikel im Themengebiet Geschichte auf ein akzeptables Niveau zu bringen. Dabei werden Artikel gelöscht, die nicht signifikant verbessert werden können. Bitte hilf mit, die Mängel dieses Artikels zu beseitigen, und beteilige dich bitte an der Diskussion! |

Die Südtiroloffensive  (auch Maioffensive, Frühjahrsoffensive oder Schlacht von Asiago) war eine Angriffsoperation der österreichisch-ungarischen Armee im Ersten Weltkrieg an der Front gegen Italien. Die Offensive mit der Hauptstoßrichtung über die Sieben Gemeinden begann am 15. Mai 1916. Zweck war der Versuch, in Richtung Padua – Venedig vorzustoßen, die italienischen Kräfte östlich des Piave einzukesseln und so die schwer bedrängte Isonzofront zu neutralisieren oder zumindest zu entlasten. Letzteres gelang, wenn auch nur vorübergehend.

## Ausgangslage
Noch vor dem sich abzeichnenden Kriegseintritt Italiens am 23. Mai 1915 sah sich das österreichisch-ungarische Armeeoberkommando aus Mangel an Abwehrkräften gezwungen, die Frontlinie nicht an der Reichsgrenze stehen zu lassen, sondern sie auf eine verkürzte Linie zurückzunehmen. Östlich von Rovereto wurde das ganze Pasubio-Massiv mitsamt der beiden das Massiv im Norden und Süden eingrenzenden Täler Terragnolo und Vallarsa aufgegeben. Damit gingen die beiden Passübergänge nach Venetien, Pian delle Fugazze im Vallarsa und Borcola im Terragnolotal, ebenso verloren, wie das nicht vollendete Festungswerk Valmorbia im Vallarsa und der auf der anderen Talseite gelegene flankierende Stützpunkt Matassone. Südlich von Rovereto wurde der zwischen Vallarsa und Etschtal gelegene Zugnarücken geräumt und die neue Hauptwiderstandslinie, die als Tiroler Verteidigungslinie bezeichnet wurde, am Stadtrand von Rovereto zwischen Doss Zuech im Südosten und Monte Ghello im Nordosten eingerichtet. Von hier aus verlief sie dann über den Nordrand des Terragonaltals, Monte Finocchio, Werk Serrada und weiter entlang der Befestigungslinie bis zum Posten Vezzena, von dort in das Valsugana bei Novaledo absteigend.
Am 24. Mai begannen erste massive italienische Angriffe mit Artillerie, später auch mit Infanterie gegen den Festungsriegel auf der Hochfläche von Folgaria/Lavarone. Insbesondere im Abschnitt Lavarone mit den drei Festungswerken Lusern, Verle und Vezzena wurden mehrere intensive Durchbruchsversuche unternommen, die von den hier eingesetzten k. u. k. Truppen des zweiten Aufgebots (Landsturm, Standschützen, Marschbataillone) nur unter größten Schwierigkeiten abgewiesen werden konnten.
Anstatt diesen Frontabschnitt zu verstärken und die Italiener unter sehr hohen Verlusten weiter dagegen anrennen zu lassen, glaubte man, diese Gefahr durch einen Gegenangriff bannen zu müssen. Gestärkt durch die Siege in Russisch-Polen, gegen Serbien und die Abwehrerfolge am Isonzo sah die österreichisch-ungarische Militärführung den Zeitpunkt für einen entscheidenden Schlag gegen Italien als gegeben an. Ein Erfolg dieser Operation hätte Italien, das zu diesem Zeitpunkt nicht mit alliierter Hilfe in nennenswertem Umfang rechnen konnte und das allein nicht in der Lage gewesen wäre, diese Verluste auszugleichen, neutralisiert und es wären österreichische Truppen für den Kampf an der Westfront freigesetzt worden – wie es das strategische Konzept der Verbündeten ursprünglich auch vorgesehen hatte. Ein solches Vorgehen gegen Italien konnte jedoch nur mit deutscher Unterstützung gelingen, weswegen der österreichisch-ungarische Generalstabschef Franz Conrad von Hötzendorf im Winter 1915 seine Pläne der deutschen Obersten Heeresleitung vortrug und um Unterstützung nachsuchte. Der deutsche Generalstabschef Erich von Falkenhayn sah sich dazu jedoch nicht in der Lage, da er bereits mitten in den Vorbereitungen für den Angriff auf Verdun begriffen war und meinte, keine Truppen freistellen zu können. Die Animositäten zwischen den beiden Generalstabschefs führten zu offenen Verstimmungen und bei Conrad von Hötzendorf zu der Ansicht, dass man es dann eben allein durchziehen müsse (was auf der Ebene der Brigade- und Divisionskommandanten bereits verschiedentlich auf Ablehnung stieß, da man hier die Situation realistischer einschätzte). Einzig der Abzug einiger kampfstarker österreichisch-ungarischer Verbände aus der gemeinsamen Ost- und Südwestfront und deren Ersatz durch Truppen der zweiten Kategorie bzw. durch bulgarische Einheiten konnte beim deutschen Oberkommando erreicht werden. Man hoffte allerdings auf der höchsten Kommandoebene, Italien alleine schlagen zu können.

## Planungen

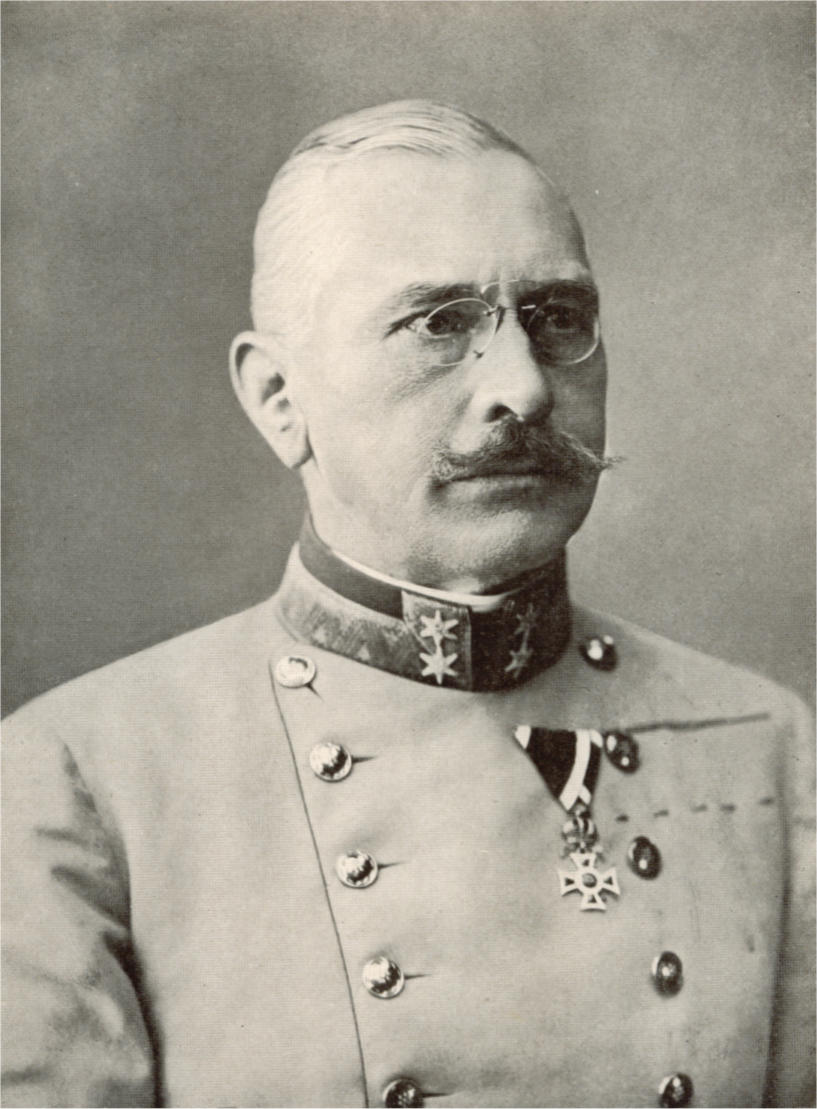
Kommandant der 11. Armee – Generaloberst Dankl (hier noch als Feldmarschalleutnant)

Mitte Februar 1916 begannen die ersten Planungen und Vorbereitungen. Am Sitz des Armeeoberkommandos (AOK) in Teschen wurde ein Austauschplan für die Herauslösung der Kampftruppen aus dem Osten erarbeitet und umgesetzt. Betroffen hiervon waren die Heeresgruppen der Ostfront, außerdem die 5. Armee (am Isonzo) und die in Kärnten stehende 10. Armee. Die Leitung der Gesamtoperation oblag dem Kommando der Südwestfront in Marburg unter Generaloberst Erzherzog Eugen. Zur Führung des Hauptstoßes wurde eine 11. Armee unter dem Kommando des Landesverteidigungskommandanten von Tirol, Generaloberst Dankl neu errichtet. Die aus dem Angriffsbereich ausgegliederten Bereiche vom Ortler bis zum Gardasee, des Fassa- und Pustertals sowie der Dolomitenfront verblieben unter Befehl des Landesverteidigungskommandos, dessen Führung der ehemalige Kommandant des aufgelösten XIV. Korps, General der Infanterie Roth übernahm.
Als Reserve wurde die von Balkan heranzuführende 3. Armee (Generaloberst Kövess) bestimmt, die gegebenenfalls in den Angriffskeil nachstoßen und diesen erweitern sollte.
Die erste Angriffswelle bestand aus folgenden Verbänden:
- III. Korps (Kommandant General der Infanterie Krautwald von Annau) mit der 22. Landwehr-Infanterietruppendivision[6] und der 6. und 28. Infanterie-Truppendivision
  - InfRgt Nr. 96 – InfRgt Nr. 87 – InfRgt Nr. 47 – LdwInfRgt Nr. 37 – Feldjäger Baon Nr. 7 – Feldjäger Baon Nr. 22 – Feldjäger Baon Nr. 24 – Feldjäger Baon Nr. 11 – k.k. LandesschtzRgt Nr. I – k.k. LandesschtzRgt Nr. II – k.k. LandesschtzRgt Nr. III – Bosnisch-Hercegowinisches InfRgt Nr. 2 (insgesamt 39 Infanterie-Bataillone)

- VIII. Korps (Kommandant Feldmarschalleutnant[7] von Scheuchenstuel) mit der 57. und 59. Infanterie-Truppendivision
  - InfRgt Nr. 92 – InfRgt Nr. 93 – InfRgt Nr. 90 – InfRgt Nr. 52 – InfRgt Nr. 48 – Bosnisch-Hercegowinisches InfRgt Nr. 1 – Bosnisch-Hercegowinisches InfRgt Nr. 3 (insgesamt 20 Infanterie-Bataillone)

- XX. Korps (Kommandant Feldmarschalleutnant Erzherzog-Thronfolger Karl) mit der 3. und 8. Infanterietruppendivision
  - Kaiserjäger Rgt Nr. 1 – Kaiserjäger Rgt Nr. 2 – Kaiserjäger Rgt Nr. 3 – Kaiserjäger Rgt Nr. 4 – InfRgt Nr. 21 – InfRgt Nr. 7 – InfRgt Nr. 14 – InfRgt Nr. 50 – InfRgt Nr. 59 (insgesamt 32 Infanterie-Bataillone)

- XVII. Korps (Kommandant General der Infanterie Křitek) mit der 18. und 48. Infanterie-Truppendivision sowie der 181. Infanterie-Brigade (zusammen 26 Infanteriebataillone)

(Das XVII. Korps gehörte ursprünglich nicht zum 1. Treffen, sondern zur 3. Armee und somit zu den nachstoßenden Verbänden. Die 3. Armee griff erst am 20. Mai in die Kämpfe ein.) Allerdings wurde die 18. ITD (Infanterieregiment Nr. 73 und Landwehr-Infanterieregiment Nr. 3) bereits vorab im Valsugana eingesetzt und die 48. ITD in die Angriffsoperationen auf dem rechten Flügel eingebunden.)

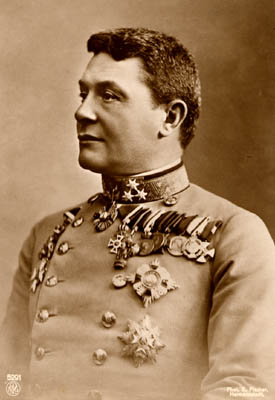
Kommandant der 3. Armee Generaloberst Hermann Kövess von Kövesshaza (hier noch als General der Infanterie)

Aufgeboten wurden insgesamt (mit dem zweiten Treffen) 14 Infanterie-Truppendivisionen und 64 Artillerie-Batterien zum Teil schwersten Kalibers.
(Durch das ständige Verschieben von einzelnen Einheiten wurde diese Schlachtordnung binnen kürzester Zeit aufgeweicht und entsprach bereits nach einigen Tagen nicht mehr der ursprünglichen Aufstellung.)
Die Operation erfolgte mit großer Präzision und unter (wie man meinte) größtmöglicher Geheimhaltung. Es gelang allerdings, die Details des beabsichtigten Angriffs bis zuletzt vor den feindlichen Nachrichtendiensten geheim zu halten, indem man auch in der eigenen Truppe bis zu den einzelnen Führungsstäben zunächst nichts verlauten ließ, da die Unterwanderung der militärischen Dienststellen mit Spionen der Gegenseite als sicher anzunehmen war. Das Kommando der Südwestfront wurde zu allergrößtem Stillschweigen verpflichtet, die Truppenverschiebungen mit einer neuen Offensive gegen Russland erklärt. Erst Ende März erfuhren die Armeekommandanten von den Absichten des Generalstabes, wobei das Kriegsministerium bezeichnenderweise als letztes unterrichtet wurde. Die schwere und schwerste Artillerie wurde unter dem Deckmantel der Neuarmierung der Festung Trient in die Einsatzbereiche transportiert und die Umsiedlung des Kommandostabes von Marburg nach Bozen als Verlegung nach Laibach getarnt.

## Aufmarsch
Die Einfahrt der Transportzüge mit Truppen und Versorgungsgütern in das Etschtal auf den ohnehin überlasteten Bahnstrecken geschah aus Tarnungsgründen auf abenteuerlichen Umwegen. Die Züge aus Russisch-Polen, Galizien, Südserbien und Montenegro fuhren bis Triest, dann den Isonzo hinauf, durch Krain, die Steiermark, Kärnten, um dann von Spittal an der Drau gegen Franzensfeste zu laufen. Andere Züge wurden durch die Slowakei, und Oberösterreich, über Schwarzach-St. Veit, Wörgl und Innsbruck über den Brennerpass geleitet. In Franzensfeste transportierte die Südbahn die von der Ostfront und der Südwestfront anrollenden Züge weiter nach Bozen und die weiter südlich gelegenen Entladebahnhöfe von Matarello, Calliano und Rovereto im Etschtal, sowie nach Pergine, Caldonazzo und Levico im Suganertal (Val Sugana). Hier musste die Truppe wegen der Enge des Geländes bis kurz vor dem Angriffstermin zunächst auf die höher liegenden Täler verteilt werden.
Der Marsch in die Bereitstellungsräume erfolgte vom Etschtal aus für Truppen und Train über das Werk Serrada, über Folgaria und Vattaro auf die Hochfläche von Lavarone, während für die Verbände aus dem Val Sugana lediglich die Straße zum Monte Rover und ein Steig durch das Valle Pisciavacca zur Verfügung standen. Das alles wurde in der Hoffnung durchgeführt, die Aufmerksamkeit des Gegners nicht zu wecken. Inwieweit das gelungen ist, muss dahingestellt bleiben; insbesondere mehrere österreichische Überläufer (General Capello erwähnt in seinem 1927 erschienenen Erinnerungen Noti di Guerra mindestens vier, darunter einen Bauwerkmeister, der sich als Ingenieur ausgegeben habe) brachten diesbezügliche Informationen auf die gegnerische Seite. Nach dort auftauchenden Gerüchten setzten sich groteskerweise sofort eine nicht näher zu bestimmende Anzahl von italienischen Soldaten zu den Österreichern ab. Es handelte sich hierbei um Angehörige des 63., 64., 79. und 80. Infanterie-Regiments sowie der Alpini-Bataillone Val Leogra und Vicenza des 6. Alpini-Regiments.

## Italienische Maßnahmen

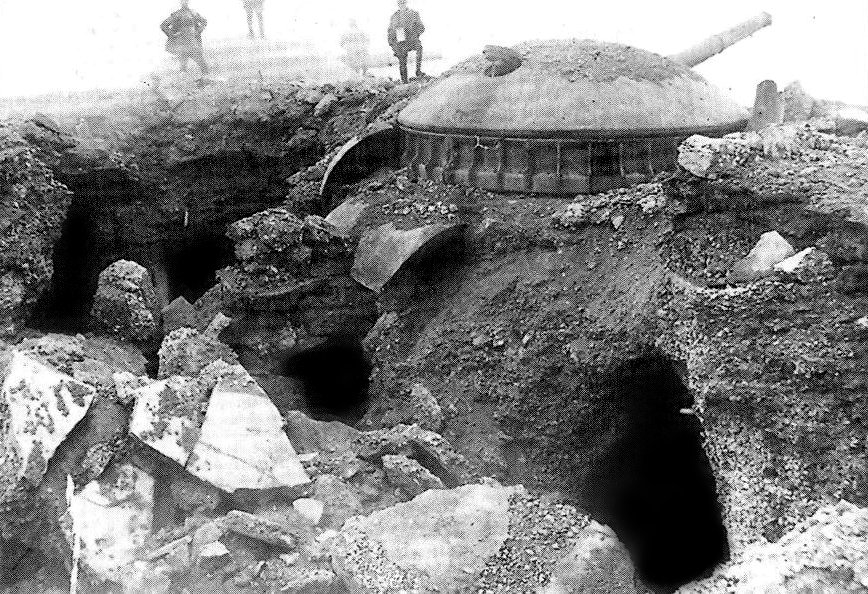
Zerstörtes Forte Monte Verena

Nachdem das Comando Supremo die Gesamtlage mit der Bedrohung im Rücken seiner Isonzo-Streitkräfte erkannt hatte, wurde bereits am 28. Januar 1916 eine Studie für den Fall einer österreichisch-ungarischen Großoffensive im Frühjahr aus dem Norden heraus erstellt. Die beiden Führer der italienischen Armeen an der Südtiroler Front begannen daraufhin unverzüglich mehrmals bei Generalstabschef Cadorna in Udine Verstärkungen anzufordern. Dieser lehnte jedoch jegliche Art von Truppenverschiebungen ab, da er die Maßnahmen des k. u. k. Armeeoberkommandos lediglich als Täuschungsmanöver ansah. Nichtsdestoweniger ordnete er den weiteren Ausbau der Verteidigungslinien an und erteilte die Erlaubnis, die Front zu begradigen. Stark exponierte Stellungen wurden aufgegeben und zurückgenommen.
Das im Angriffsabschnitt vorhandene italienische Stellungssystem wurde durch die Dreifachstaffelung und seine Tiefe von den Italienern als nahezu undurchdringlich angesehen. Dazu kamen noch die flankierenden Festungswerke und Werksgruppen Forte Monte Verena, Forte Campolongo und (das allerdings noch unfertige) Forte Campomolon in der ersten Linie, die Werke Forte Monte Enna, Forte Monte Maso, Forte Cornolò und Forte Casa Ratti in der zweiten und dritten Linie. Seit Mitte März wurde versucht, durch lokale Operationen die österreichischen Angriffsvorbereitungen zu stören. Größere Aktivitäten wurden jedoch bisher durch den ausgesprochen schneereichen Winter verhindert. Der Generalplan sah eine Angriffsoperation des V.(it) Korps im Etschtal vor, dessen Stoßrichtung über Rovereto und Vattaro auf den Caldonazzosee zielte, während sich das III.(it.) Korps beidseitig des Gardasees vorkämpfen, Riva einnehmen und nach Judikarien vordringen sollte. Diese, am 7. und 8. April gestarteten Operationen brachen noch am gleichen Tag zusammen. Gleichzeitig liefen auch noch die Vorbereitungen zur Sprengung des Col di Lana an. Als sich dann ab März die Anzeichen immer mehr verdichteten, entschloss sich die italienische Heeresleitung ab dem 22. März zu umfassenden operativen Maßnahmen. Der Tiroler Front wurden umfangreiche Verstärkungen zugewiesen und dem V.(it) Korps für den Bereich des Val Sugana detaillierte Angriffsbefehle erteilt. Hier begann seit Anfang April die 15.(it) Infanteriedivision mit Angriffen auf die österreichisch-ungarischen Stellungen im Bereich St. Osvaldo – Monte Broi. Um diese Angriffe abzuwehren, musste die k. u. k. Heeresleitung die zur 3. Armee gehörende 18. Infanterie-Truppendivision einsetzen, obwohl dies ursprünglich vermieden werden sollte. Durch die Heftigkeit der Kämpfe in diesem Abschnitt sah sich General Cadorna zu einem persönlichen Besuch dieses Frontabschnittes veranlasst und ließ verlauten, dass der Hauptstoß des österreichisch-ungarischen Angriffs wohl hier zu erwarten sein würde.

## Gruppierungen der k. u. k. Verbände
Nach den ursprünglichen Planungen waren die Bereitstellungsräume und Angriffsziele der 11.
Armee wie folgt verteilt worden:
Rechter Flügel:
- VIII. Korps aus dem Bereitstellungsraum Rovereto – Moietto – Monte Finochio mit Angriffsrichtung Vallarsa (Brandtal) auf Monte Zugna (1772 m), Col Santo (2112 m), Borcola-Pass (Passo della Borcola 1207 m) und Passo Pian delle Fugazze. Dem erweiterten Auftrag des Vorstoßes mit einer nach links führenden Zangenbewegung bis nach Thiene wurde durch eine zusätzliche Division (die 48. ITD vom XVII. Korps) Rechnung getragen.

Zentrum:
- XX. Korps im Zentrum aus dem Bereich Lavarone (Chiesa – Lusern) mit Hauptangriffsrichtung über die Hochfläche der Sieben Gemeinden und durch das Val d’Astico auf Arsiero und Thiene.

- III. Korps links davon aus dem Bereich Lusern – Passo di Vezzena – Pizzo di Levico mit Hauptangriffsrichtung am Monte Kempel und der Monte Cima de Portule vorbei durch das Val d’Assa in Richtung Asiago.

Linker Flügel:
- XVII. Korps mit 18. ITD von Borgo (Valsugana) – Castelnuoveo und Scurelle durch das Valsugana südwärts Richtung Passo Grigno und Primolano.

Nachdem die österreichisch-ungarische Führung neue Erkenntnisse in Bezug auf die Dislozierung der italienischen Verbände gewonnen hatte, glaubte man zu erkennen, dass im Vallarsa mit dem geringsten Widerstand zu rechnen sei. Aus diesem Grunde verstärkte man das hier eingesetzte VIII. Korps auf 41 Bataillone Infanterie, das daneben operierende XX. Korps verfügte letztlich über 32 Bataillone Infanterie. Das III. Korps sollte zunächst in seiner Ausgangsposition stehen bleiben und erst nach Erreichen des Monte Toraro (1817 m) und des Spitz Tonezza (1496 m) durch das XX. Korps ergänzend eingreifen und von der Höhe des Passo Vezzena den Höhenrücken der Cima Mandriolo (2049 m) mit seinen Artilleriemassierungen aufrollen und dann durch das Val d’ Assa weiter nach Süden vorstoßen. Je nach Entwicklung der Lage sollte die im Val Sugana bereits eingesetzte 18. ITD der 3. Armee dort weiterhin angreifen oder aber auf die Höhe nachgezogen werden.

## Die italienischen Verteidigungsanlagen
Die im Angriffsgebiet vorhandenen permanenten Abwehrstellungen waren als Pendant zu den österreichisch-ungarischen Forts bereits im Frieden errichtet worden und trugen während der Neutralitätsphase vom August 1914 bis zum Mai 1915 die Bezeichnung Fortezza Agno-Assa. Ab dem 24. Mai 1915 wurde das System in Sbarramento Agno-Assa umbenannt und in drei Sektoren gegliedert:
I.Sektor Schio: von Forte Monte Maso über Forte Enna, Batterie Monte Rione und Batterie Aralta zum Paso Coletto Grande.
II. Sektor Arsiero: Von Cornolò und Batterie San Rocco zu den Batterien um den Monte Toraro und Forte Campomolon.
III. Sektor Asiago: Von Forte Casa Ratti mit allen Stellungen linksseitig des Astico bis zum Valsugana.

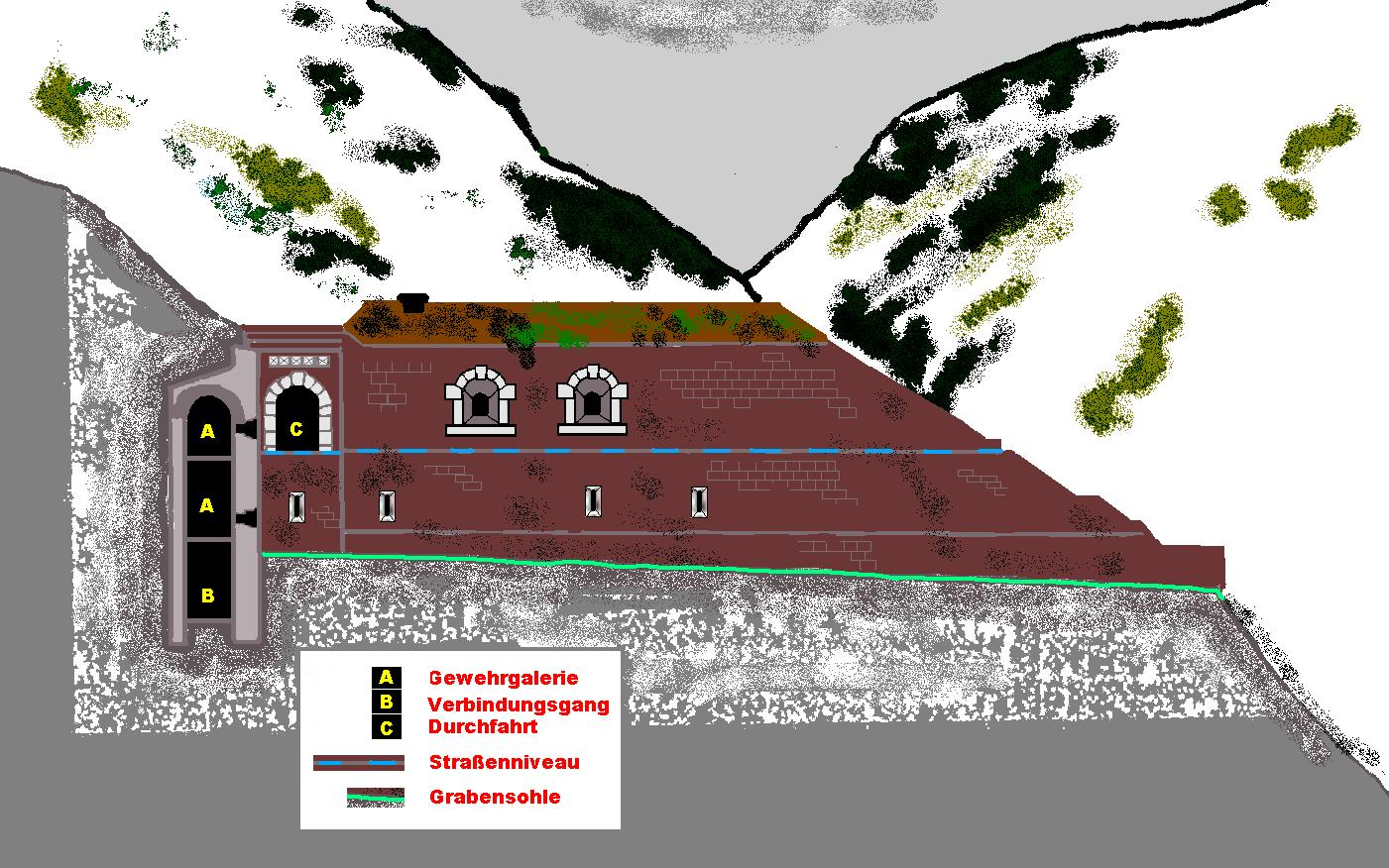
Tagliata Val d’Assa – Kasemattblock der Frontseite mit angeschnittenem Graben und Gewehrgalerien

Nachdem auch nach Kriegsbeginn weiterhin an der Verstärkung der Anlagen gebaut wurde, (naturgemäß wurden nur noch Feldstellungen errichtet) konnte das k. u. k. Evidenzbureau für den geplanten Beginn der Offensive die folgenden Stellungsriegel nachweisen:
1. Linie Monte Civillina – Forte Monte Enna – Monte Rione – Priaforarücken – Südteil des Tonezzaplateaus – Forte Casa Ratti – Forte Punta Corbin – am Südrand des Val d’Assa entlang bis zur Caserma Interrotto und der Tagliata Val d’Assa – nordwärts bis zum Monte Kempel mit dem anschließenden Steilabfall in das Valsugana
2. Linie Passo Pian delle Fugazze – Forte Monte Maso und der Tagliata Bariola
3. Linie Monte Toraro – Monte Campomolon mit dem unfertigen Forte Campomolon – bis zum Ostrand des Tonezzaplateaus
4. Linie Forte Campolongo – Forte Monte Verena mit dazugehörigen Batteriestellungen Verenetta und Rossapoan

Dazu kamen als Schlüsselstellungen die schwer befestigten Monte Zugna auf dem Höhenrücken zwischen dem Vallarsa und dem Etschtal, der Monte Corno (heute Monte Corno Battisti) nördlich des Valle di Foxi, der Col Santo nordöstlich davon, sowie als Eckpfeiler des ganzen Frontabschnitts der Corno di Pasubio (auch Monte Pasubio genannt). Erwähnt werden muss noch das unfertige Panzerwerk Valmorbia im Vallarsa, das von den Österreichern bei der Rücknahme der Front 1915 aufgegeben und von den Italienern besetzt worden war. Es trug jetzt den Namen Forte Pozzacchio, hatte jedoch keinen Fernkampfwert und kam nur für infanteristische Nahverteidigung in Frage.

## Gruppierungen der italienischen Verbände

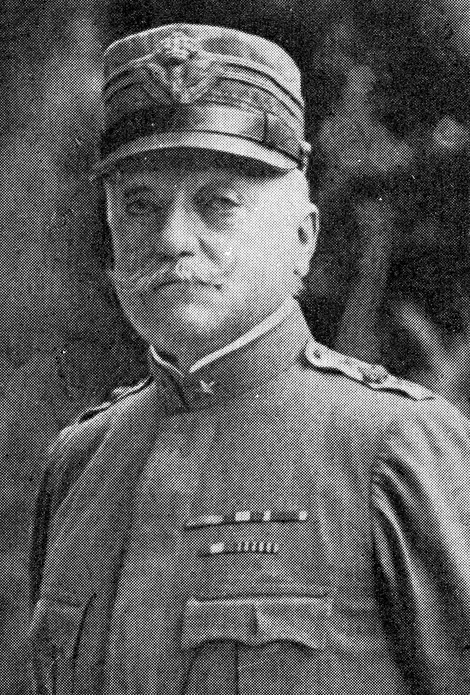
Guglielmo Pecori Giraldi (1916)

Den Angreifern standen am 15. Mai 1916 Verbände der von Pecori Giraldi befehligten 1. italienischen Armee gegenüber. General Pecori Giraldi hatte diese erst eine Woche vorher am 8. Mai 1916 von General Roberto Brusati übernommen, nachdem die österreichisch-ungarischen Offensivpläne mehr als offensichtlich geworden waren und Brusati von Generalstabschef Cadorna von seinem Amt enthoben worden war. Brusati wurde vorgeworfen, die für den Bereich der 1. Armee von Cadorna aufgetragenen Defensivaufgaben vernachlässigt und nur unzureichende Verteidigungsstellungen errichtet zu haben, die einem entschieden geführten gegnerischen Ansturm nicht standgehalten hätten.
Der 1. Armee unterstanden am 15. Mai im Angriffsraum folgende Verbände:
- 37. Infanterie-Division, aufgereiht am äußersten rechten österreichisch-ungarischen Angriffsabschnitt zwischen Etschtal und der orographisch linken Talseite des Vallarsa, dem Monte Zugna, mit 22 Geschützen kleineren und 11 Geschützen mittleren Kalibers. Der Division unterstand die Infanterie-Brigade Taro (207. und 208. InfRgt) sowie 3 Bataillone Territorialmiliz.

- V. Armeekorps unter Befehl von General Gaetano Zoppi aufgereiht von der orographisch rechten Talseite des Vallarsa bis zum nördlichen Rand der Hochebene der Sieben Gemeinden.

Dem V. Armeekorps unterstanden:
- Sperre Agno – Posina im Bereich des Pasubio, unter Befehl von General Pasquale Oro mit der Infanterie-Brigade Roma (79. und 80. InfRgt), den Alpini-Bataillonen Monte Berico und Val Leogra sowie dem 8. und 44. Regiment der Territorialmiliz (insgesamt sieben Bataillone);
- 35. Infanterie-Division auf der Hochebene von Folgaria bis zur orographisch linken Talseite des Val d’Astico unter dem Kommando von General Felice De Chaurand mit den Infanterie-Brigaden Ancona (69. und 70. InfRgt), Cagliari (63. und 64. InfRgt), dem Alpini Bataillon Vicenza sowie mit drei Bataillonen Territorialmiliz und drei Bataillonen Finanzwachen;
- 34. Infanterie-Division von der rechten Talseite des Val d’Astico bis nördlichen Rand der Hochebene der Sieben Gemeinden unter dem Befehl von General Alessandro Angeli mit den Infanterie-Brigaden Ivrea (161. und 162. InfRgt), Salerno (89. und 90. InfRgt) sowie Lambro (205. und 206. InfRgt), mit dem Alpini-Bataillon Monte Adamello und zwei Regimentern Territorialmiliz (45. und 46. Reg. mit 8 insgesamt Bataillonen).

Zwischen dem Fluss Brenta und dem Torrente Cismon am linken Angriffsflügel operierte zudem die Sperre Brenta – Cismon unter dem Kommando von General Donato Etna. Diesem standen die Infanterie-Brigaden Venezia (83. und 84. InfRgt), Jonio (221. und 223. InfRgt) sowie Siena (31. und 32 InfRgt) zur Verfügung. Zudem verfügte er über die sechs Alpini-Bataillone Monrosa, Intra, Feltre, Val Cismon, Monte Pavone und Val Brenta sowie über dreieinhalb Bataillone Territorialmiliz und ein Bataillon Finanzwache.
Als Armeereserve standen die 9. Infanterie-Division im Raum Santorso, Schio, Malo unter General Maurizio Gonzaga und die 10. Infanterie-Division zwischen Bassano del Grappa und Primolano sowie das 5. Feldartillerie-Regiment zur Verfügung.
Am 20. Mai ließ Cadorna angesichts der österreichischen Anfangserfolge und der zunehmenden Gefahr eines Durchbruches die 5. Armee unter General Pietro Frugoni aufstellen. Diese aus Reserveeinheiten und in aller Eile von der Isonzofront sowie aus Albanien zusammengezogenen Truppen wurde in der Tiefebene zwischen Vicenza und Treviso positioniert. Damit standen den Italienern weitere 5. Armeekorps mit 10 Divisionen und etwa 180.000 Mann als Reserve zur Verfügung.

## Wetterlage
Der außergewöhnlich schneereiche Winter verhinderte die Einhaltung der ursprünglichen Angriffstermine, die immer wieder verschoben werden mussten. Versuche, über die Schneedecke hinwegzukommen, erwiesen sich infolge des einsetzenden Föhnwetters bald als aussichtslos. Die mit voller Ausrüstung angetretenen Männer sanken bis zu den Hüften ein und kamen nur im Schneckentempo vorwärts, ein Angriff gegen ausgebaute Stellungen war völlig ausgeschlossen. Es wurde zwar täglich neue Versuche unternommen, die Höhe des Schnees wurde gemessen und jegliche Veränderung verzeichnet, eine Änderung trat jedoch nicht ein. Bis Mitte Mai waren Senken mit bis zu vier Metern Schneehöhe keine Seltenheit.

## Angriffsbeginn

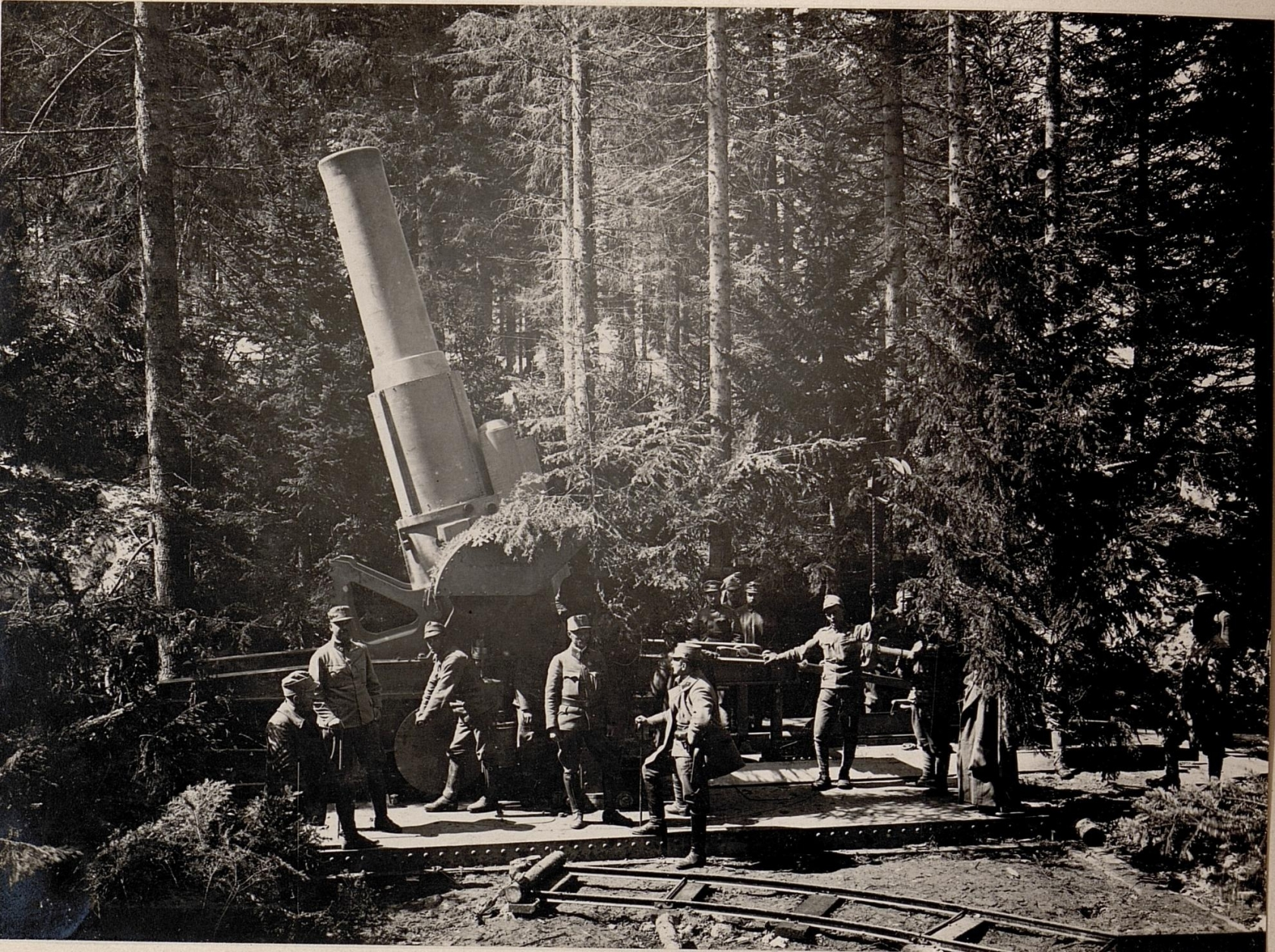
38-cm-Haubitze beschießt Forte Casa Ratti

Bedingt durch die ungünstigen Witterungseinflüsse waren die Angriffstruppen im großen Rahmen zur Untätigkeit verdammt. Man nutzte diese Zeit für eine umfangreiche Feindaufklärung. Fliegeraufnahmen, Überläufer und die Einbringung von Gefangenen durch Schipatrouillen erlaubten eine genaue Einschätzung der gegnerischen Stellungen. Anzeichen von italienischen Angriffsvorbereitungen im Val Sugana veranlassten den Kommandierenden General Dankl, den Angriffsbeginn auf den 17. Mai 1916 festzulegen. Als dieser Termin beim Armeeoberkommando in Teschen bekannt wurde, setzte man Dankl in Kenntnis, dass der Angriffsbefehl unter Umständen vorverlegt werden müsse und die Truppen vier Tage nach Eingang der Weisung bereit zu sein hätten.
Inzwischen hatte der deutsche General August von Cramon als Beauftragter der Obersten Deutschen Heeresleitung deren schwere Bedenken gegen die geplante Offensive bei den Österreichern vorgetragen. Falkenhayn hätte es lieber gesehen, wenn die österreichisch-ungarischen Verbände in Frankreich eingesetzt worden wären, da seiner Meinung nach diese Offensive wenig Aussicht auf Erfolg habe. Erwartungsgemäß lehnt Conrad von Hötzendorf dieses Ansinnen ab, da die Vorbereitungen bereits so weit fortgeschritten wären, dass ein Abbruch nicht mehr möglich sei.
Am 13. Mai 1916 erfolgten die Angriffsbefehle für den 15. Mai 1916 06:00 Uhr. Zu diesem Zeitpunkt begann das Trommelfeuer aus 369 Geschützen, darunter 120 vom Kaliber 24–42 cm. Die italienischen Festungswerke Forte Monte Verena, das Nachbarwerk Forte Campoluongo und das noch unfertige Forte Campomolon (in letzterem waren vier 28-cm-Haubitzen in offener Stellung postiert gewesen) waren zwar bereits im Juni 1915 artilleristisch intensiv bekämpft worden und waren nur zur infanteristischen Verteidigung in der Lage. Dennoch lagen sie nochmals unter schwerstem Feuer und wurden diesmal gänzlich zerstört. Wie vorherbestimmt, feuerte die Artillerie des III. Korps nicht in den eigenen Angriffsabschnitt, sondern in den des XX. Korps. Betroffen war die etwa sechs Kilometer breite Front der italienischen 35. Infanteriedivision und hier besonders der Stellungsbereich der Brigade Ancona. Um 09:00 Uhr folgte das sogenannte Vernichtungsschießen und um 10:00 Uhr der Befehl zum Angriff der Infanterie. Als erste österreichisch-ungarische Verbände drangen kurz darauf die Kaiserjäger des I./III unter Hauptmann Oreste Caldini in die italienischen Gräben an der Malga Pioverna ein.
Obwohl das Überraschungsmoment vertan worden war, konnten die Gräben fast überall im ersten Ansturm überrannt werden. Nach anfänglichen Geländegewinnen versteifte sich jedoch der Widerstand, schnell zusammengezogene Reserven machten ein Vorankommen immer schwieriger. Als dann italienische Eingreifverbände von der Isonzofront abgezogen und in die bedrängten Abschnitte verlegt wurden (die italienische Führung hatte inzwischen erkannt, dass es keine Unterstützung aus Deutschland geben würde und man daher die Front am Isonzo vorübergehend ausdünnen konnte) und die viel zu gering veranschlagte Bevorratung an Munition, welche die österreichische Artillerie zu einer Reduzierung des Beschusses der italienischen Front zwang, sowie allgemeine Versorgungsschwierigkeiten eintraten, kam die Offensive schließlich am 15. Juni zum Stillstand.

## Angriffserfolge

### Rechter Angriffsabschnitt

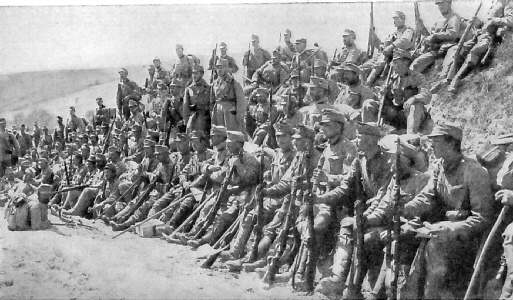
k. u. k. Infanterie in Bereitschaft

Das VIII. Korps eroberte auf seinem rechten Flügel den Höhenrücken mit der Zugna Torta (1.257 m), dem Monte Zugna (1.864 m), dem Coni (1.772 m) und der Cima Mezzana sowie das Vallarsa. Dieser Flügel stieß rechts am Monte Pasubio vorbei. Das Zentrum eroberte den Col Santo (2.112 m), den Monte Corno (heute Monte Corno Battisti genannt) und blieb zum Schluss auf dem Corno di Pasubio (auch Monte Pasubio genannt) stecken. Der linke Flügel konnte links am Monte Pasubio vorbeistoßen und die Linie Posina, Monte Priafora und Monte Aralta erreichen. Zur Flankensicherung gingen im Etschtal Verbände der Standschützen und der 11. Infanterie Brigade über Mori flussabwärts vor.

### Mittlerer Angriffsabschnitt
Der mittlere Angriffsabschnitt stieß mit dem XX. und dem III. Korps über die Hochfläche der Sieben Gemeinden über die, bereits von der Artillerie zerstörten, italienischen Befestigungswerke Forte Monte Verena und Forte Campolongo vor, (am 16. Mai abends erreicht das 1. Regiment der Tiroler Kaiserjäger in der Nähe des Pinovernarückens die Reichsgrenze) eroberte den Monte Cimone (Infanterieregiment Nr. 14) und die Kleinstädte Asiago (Becken von Asiago) und Arsiero, konnte jedoch nur bis auf eine Linie bis kurz vor den beiden Ortschaften vorankommen. Kampflos eingenommen werden konnten in diesem Abschnitt die Befestigungswerke Caserma Interrotto und Forte Casa Ratti. Bei letzterem entbrannte ein Streit zwischen dem Sappeurbataillon 14 und dem Infanterieregiment Nr. 50, wer als erster in dem Fort gewesen sei. Das AOK entschied dann zugunsten der Sappeure. Am 1. Juni wurde der Monte Cengio erstürmt, die Truppen und standen damit am Rande der venetianischen Ebene, deren Zugang nur noch durch das Massiv des Monte Paù versperrt wurde.

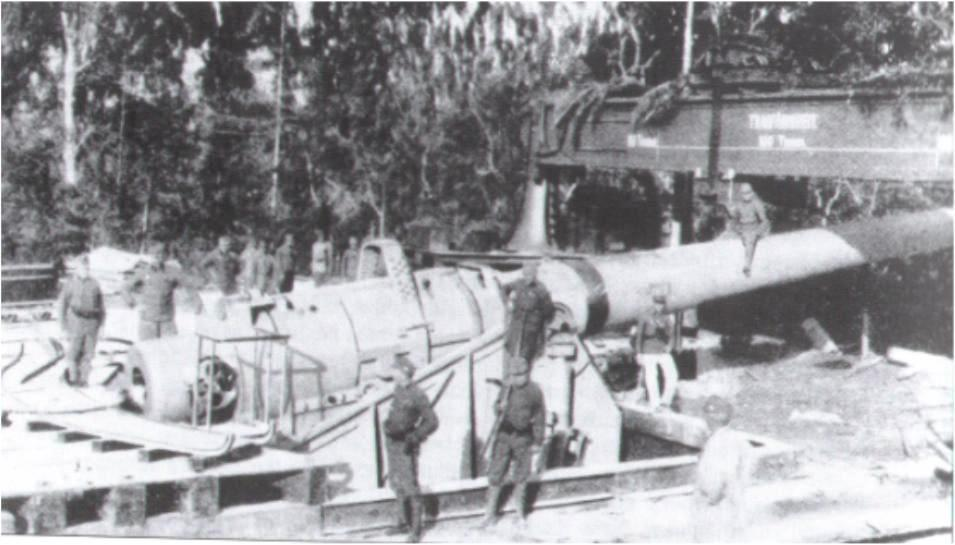
Dieses 35-cm-Schiffsgeschütz beschoss Asiago und Arsiero von Calceranica in der Valsugana.

### Linker Angriffsabschnitt
Hier stießen die österreichisch-ungarischen Truppen mit Teilen des III. Korps und des XVII. Korps durch das Valsugana und die angrenzenden Höhen nach Osten und Südosten vor, eroberten den Monte Kempel (2.295 m), den Monte Colombetta di Portule (2.046 m) und den gesamten Gebirgsrücken bis zum Monte Meletta, um dann im Valsugana vor Ospedaletto anhalten zu müssen.

## Einstellung der Offensive und Zurücknahme der Front
Trotz aller weiteren Versuche war ein Vorrücken über die bereits erreichten Stellungen hinaus nicht mehr möglich, da die Versorgung mit Material und Verpflegung eine Schwierigkeit erreicht hatte, die fast nicht mehr zu bewältigen war. Die schlechten Wetterbedingungen (Nässe und Kälte) taten ein Übriges.
Ein nochmaliger, am 15. Juni gestarteter begrenzter Angriffsversuch der 3. Armee zwischen dem Monte Lemerle und dem Monte Zovetto südlich von Asiago scheiterte. Der letzte Angriffsversuch der 11. Armee am Monte Giove südwestlich von Arsiero war bereits am 12. Juni gescheitert. Am Abend des 16. Juni übermittelte das Armeeoberkommando den Befehl zum Übergang in die Verteidigung. Zwei Tage später wurden nach Abschluss der Vorbereitungen als erstes die schwer beweglichen Geschütze in die neuen Stellungen verlegt.
Der Grund für die endgültige Einstellung der Offensive war die von Russland am 4. Juni begonnene Brussilow-Offensive, deren katastrophale Auswirkungen auf die österreichisch-ungarische Ostfront nur mit Truppen aus dem Südtiroler Raum aufgefangen werden konnten. In diesem Sinne hatte der deutsche Generalstabschef Erich von Falkenhayn bereits am 8. Juni Conrad von Hötzendorf dazu aufgefordert, Truppen zur Verstärkung für die im Rückzug befindliche k.u.k. 4. und 7. Armee auf den russischen Kriegsschauplatz zu verlegen. Dem kam Conrad zunächst nur zögerlich nach, da er die Hoffnung auf einen Erfolg der Südtiroloffensive mit begrenzten Mitteln noch nicht aufgegeben hatte. Erst als die katastrophale Nachrichten von der Ostfront nicht abrissen, sah er sich gezwungen die Offensivbemühungen einzustellen.
In der Nacht vom 24. Juni zum 25. Juni begann die Absetzbewegung auf besser zu verteidigende Stellungen und die Truppen wurden um einen Streifen von etwa drei bis vier Kilometer zurückverlegt (Linie Mattasone – Valmorbia – Pasubio – Borcolapass – Monte Cimone – Casteletto – Roana – Monte Interrotto – Cima Dieci – Civaron – Salubio – Setole). Lediglich der Monte Pasubio und der Monte Cimone wurden wegen ihrer wichtigen strategischen Lage nicht aufgegeben, wobei sich insbesondere der Monte Cimone nach der Rücknahme der Front in sehr exponierter Lage befand und von Flanken- und Rückenfeuer bedroht war. Die am 26. Juni einsetzende italienische Gegenoffensive konnte die neu eingerichtete Dauerstellung nicht überwinden. In der Folge stabilisierte sich die Front. Daran konnte auch die im Juni 1917 von Cadorna angesetzte Ortigaraschlacht nichts ändern.

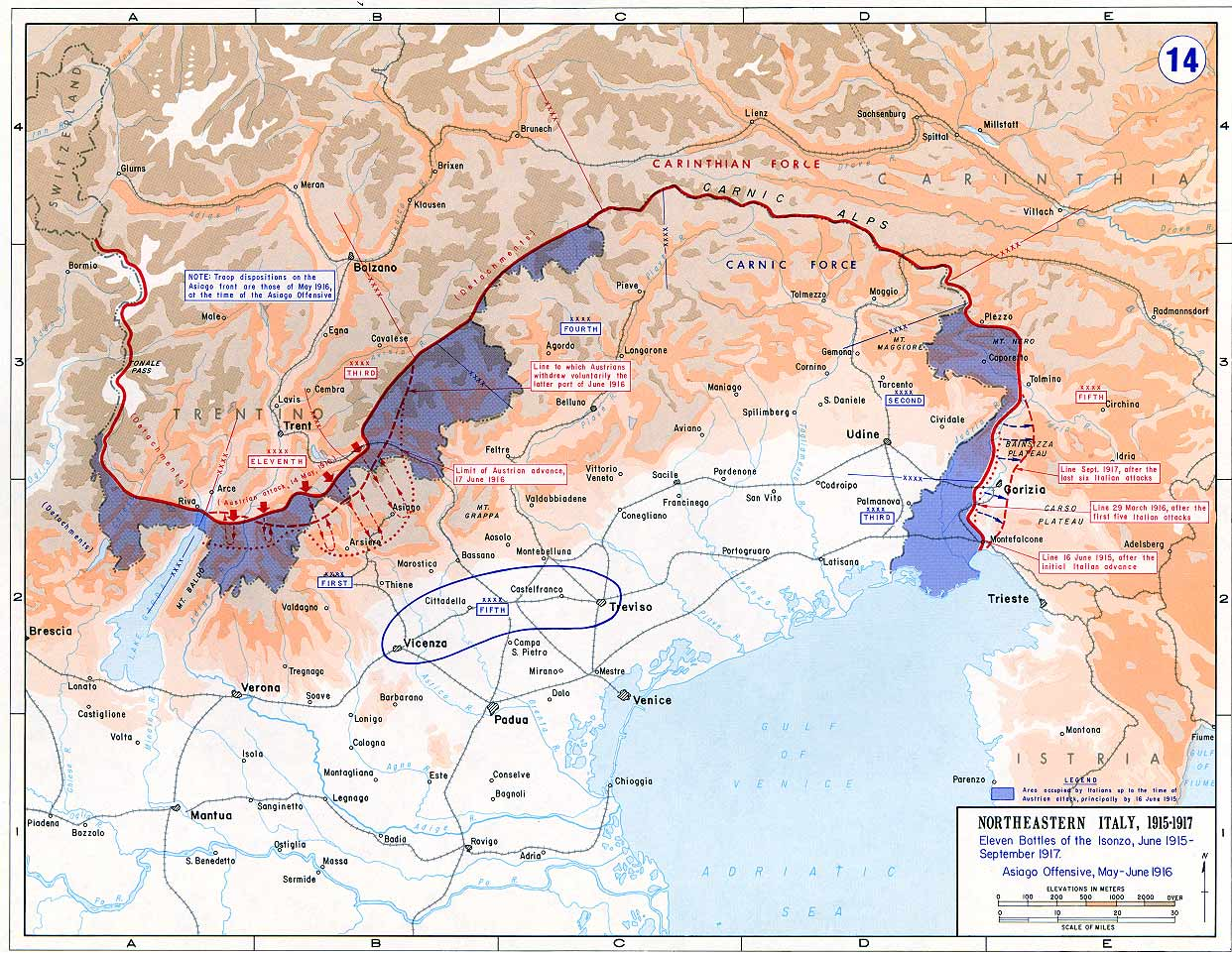

## Schlussbetrachtung
Wie viele andere Aktionen der österreichisch-ungarischen Streitkräfte war auch diese geprägt von drei Faktoren: zu wenig – zu unentschlossen – zu kraftlos. Wie üblich, gab es taktische und strategische Fehler beim AOK und der Heeresgruppe, Querelen zwischen den beiden Stellen einerseits und den Armeen und Korps andererseits, was letztendlich dazu führte, dass man sich nach dem Scheitern der Offensive gegenseitig die Schuld zuschob. Einer der Kritikpunkte war das fünftägige Zurückhalten des III. Korps, um dessen Artillerie zur Unterstützung des XX. Korps einzusetzen und so dem Korpskommandanten, dem Erzherzog Karl, einen glänzenden Sieg zuzuschanzen. Auch, dass die beiden Armeen (11. und 3.) nicht wie operativ geplant hintereinander vorrückten, sondern die 3. Armee sich plötzlich neben der 11. Armee entwickelte und nahezu gleichzeitig angriff. Nicht genügend bedacht hatte man außerdem den Bedarf an Artilleriemunition, deren Mangel mit zum Scheitern der Offensive beitrug, sowie die Transportprobleme des Nachschubs. Sie wurden wegen Geländeschwierigkeiten immer größer, je weiter man nach Süden vorrückte. Es wurde nahezu unmöglich, den in Kälte und Nässe ausharrenden Soldaten warme oder überhaupt ausreichende Verpflegung zuzuführen, was zu einem unverhältnismäßig hohen Ausfall durch Magen- und Darmerkrankungen führte (am Monte Spini dauert der Transport der Verpflegungsbehälter in die vordersten Gräben fünf bis sechs Stunden – dazu lagen die Anmarschwege unter Artilleriefeuer). Als Hauptursache der von vorneherein bereits zum Scheitern verurteilten Aktion gilt der gravierende Fehler der Leitung, die Operation wider besseres Wissen ohne deutsche Unterstützung durchführen zu wollen. Man handelte hier (nicht zum ersten Mal) sprichwörtlich nach dem Motto: irgendwie wird es schon gutgehen. Dazu kommt die Weigerung der deutschen Obersten Heeresleitung, für dieses Vorhaben Truppen zur Verfügung zu stellen, da man eben diese Truppen zur Schlacht um Verdun vorgesehen hatte, welcher man den Vorrang einräumte.
Stark geschwächt durch den Abzug der Truppen zur Abwehr der Brussilow-Offensive und aufgrund der inzwischen eingetretenen widrigen Umstände erschien ein weiteres Vordringen in die venetianische Tiefebene unrealistisch. Ein Vorstoß bis Venedig ohne deutsche Unterstützung wäre ohnehin kaum möglich gewesen.
In Italien löste die Südtiroloffensive eine Regierungskrise aus und führte am 10. Juni 1916 zum Rücktritt von Ministerpräsident Antonio Salandra und seinem Kabinett.